# Edward Piotrowski
Edward Marian Piotrowski  pseud.: Mema, Perełka, Orlik, Edward, Witold, Filip (ur. 31 stycznia 1899 w Nowosiółkach (powiat złoczowski), zm. 7 marca 1971 w Wieliczce) – żołnierz Legionów, oficer Wojska Polskiego, Polskich Sił Zbrojnych na Zachodzie i Armii Krajowej, major piechoty służby stałej, cichociemny.

## Życiorys
Urodził się w rodzinie Władysława, leśniczego, i Heleny ze Strusińskich. Po ukończeniu szkoły powszechnej i 7 klas szkoły realnej zdał maturę we Lwowie. 7 lutego 1916 roku wstąpił do 2 pułku piechoty II Brygady Legionów Polskich. Uczestniczył w kursach szkoły oficerskiej przy tym pułku. 18 lutego 1918 roku dostał się do niewoli austriackiej. Został wcielony do wojska austriackiego i wysłany na front włoski i serbski, gdzie był dowódcą sekcji, a następnie plutonu.
5 listopada 1918 roku zaciągnął się do 2 Lwowskiego Batalionu Strzelców. Brał udział w obronie Lwowa do 13 grudnia 1918 roku. Następnie walczył w 19 pułku piechoty Odsieczy Lwowa jako dowódca plutonu cekaemów (do maja 1920 roku). Do 1 sierpnia 1920 roku pracował w Polskiej Ekspozyturze II Oddziału przy Ukraińskiej Republice Ludowej, a następnie ponownie walczył z bolszewikami w 53 pułku piechoty Strzelców Kresowych jako dowódca plutonu i oficer łącznikowy. Od sierpnia do października 1920 roku pracował jako referent w sztabie 4 Armii. Wrócił do 53 pp na stanowisko dowódcy plutonu strzeleckiego, następnie – kompanii (do września 1934 roku), w międzyczasie odbywając kursy szyfrów i radiowywiadu w Oddziale II Sztabu Głównego.
W czerwcu 1936 roku został przeniesiony do Batalionu KOP „Żytyń” Pułku KOP „Równe” na stanowisko dowódcy kompanii odwodowej. W marcu 1939 pełnił służbę w Batalionie KOP „Skałat” na stanowisku 3. kompanii granicznej.
We wrześniu 1939 roku pracował od 3 września w Biurze Szyfrów i Radiowywiadu Oddziału II jako specjalista ds. szyfrów niemieckich. 10 września został ewakuowany z Warszawy do Brześcia, a 12 września – do Włodzimierza Wołyńskiego. Następnie, od 16 do 18 września pracował w Oddziale III Operacyjnym Naczelnego Dowództwa Wojska Polskiego. Na rozkaz dowództwa 18 września przekroczył z szyframi granicę polsko-rumuńską. Był internowany w Rumunii. W grudniu dotarł do Francji, gdzie został skierowany do sztabu Samodzielnej Brygady Strzelców Podhalańskich jako oficer personalny i szyfrowy. Brał udział w bitwie o Narwik. W czerwcu 1940 roku został ewakuowany do Wielkiej Brytanii, gdzie przydzielono go na stanowisko zastępcy dowódcy 2 kompanii 21 batalionu kadrowego strzelców 7 Brygady Kadrowej Strzelców. 12 lipca został przeniesiony do Biura Szyfrów Sztabu Naczelnego Wodza. 
Zgłosił się do służby w kraju. Po przeszkoleniu w dywersji został zaprzysiężony 13 kwietnia 1943 roku w Oddziale VI Sztabu Naczelnego Wodza i przetransportowany do Głównej Bazy Przerzutowej w Brindisi we Włoszech. Zrzutu dokonano w nocy z 12 na 13 kwietnia 1944 roku w ramach operacji „Weller 3” dowodzonej przez kpt. naw. Stanisława Daniela (zrzut na placówkę „Wieszak” położoną 14 km na południowy wschód od stacji kolejowej Mińsk Mazowiecki, w rejonie wsi Siodło). Po aklimatyzacji w Warszawie dostał w czerwcu 1944 roku przydział do Inspektoratu Piotrków Trybunalski AK. Od lipca albo sierpnia do 23 listopada 1944 roku był komendantem Obwodu Piotrków Trybunalski AK. Następnie pozostawał w dyspozycji komendanta Podokręgu Piotrków, będąc przewidzianym – w ramach Odtwarzania Sił Zbrojnych – na dowódcę 22 pułku piechoty AK.
Ujawnił się 15 października 1945 roku i w listopadzie został zweryfikowany na majora. Pracował w Centralnej Komisji Likwidacyjnej AK. 16 stycznia 1946 roku został aresztowany przez UB w Łodzi i zwolniony z pracy. Był rozpracowywany przez UB.
Później pracował w Przedsiębiorstwie Handlu Zagranicznego „Metalexport”, Spółdzielni Pracy „Deratyzacja”, Rejonie Przemysłu Leśnego, Przedsiębiorstwie Robót Kolejowych nr 9, w tartaku drzewnym w Wieliczce, gdzie mieszkał od 1954 roku. Po ataku serca w 1964 przeszedł na rentę inwalidzką. 26 września 1968 premier Józef Cyrankiewicz przyznał mu rentę specjalną.
Edward Piotrowski był dwukrotnie żonaty. Pierwszą jego żoną była Maria z domu Zapolska. W 1944 ożenił się z Marią Buzałą (ur. 1923), z którą miał syna Andrzeja (1948–2001).

## Awanse
- podporucznik – ze starszeństwem z dniem 1 czerwca 1921 roku
- porucznik – ze starszeństwem z dniem 1 września 1922 roku
- kapitan – ze starszeństwem z dniem 1 stycznia 1932 roku[2]
- major – ze starszeństwem z dniem 1 września 1943 roku.

## Ordery i odznaczenia
- Order Krzyża Grunwaldu III klasy – 2 sierpnia 1946 roku
- Krzyż Srebrny Orderu Virtuti Militari
- Krzyż Niepodległości[2]
- Krzyż Walecznych – 10 listopada 1944 roku
- Srebrny Krzyż Zasługi[2]
- Krzyż Wojenny (Norwegia) I klasy
- Krzyż Wojenny (Francja).